# Вулиця Навроцького (Львів)
Вулиця Навроцького — вулиця у Сихівському районі міста Львова. Сполучає проспект Червоної Калини з вулицею Зеленою. Прилучаються вулиці Бузкова, Сливова.

## Назва
Від 1957 року називалася вулиця Кіровоградська, на честь українського міста Кіровоград. Сучасна назва — з 1992 року, на честь українського економіста, публіциста Галичини Володимира Навроцького. 

## Забудова
У забудові вулиці присутні двоповерхові будинки барачного типу та збудовані у стилі радянського конструктивізму 1950-х років, а також промислова забудова.
Район перетину сучасних проспекту Червоної Калини та вулиці Навроцького називався Бельоско. Неподалік знаходився цегельний завод Якоба Райсса, збудований ще до першої світової війни та випускав цеглу з клеймом «Reiss Bielosko».